# 893 Leopoldina
Leopoldina (asteroide 893) é um asteroide da cintura principal com um diâmetro de 76,14 quilómetros, a 2,5889806 UA. Possui uma excentricidade de 0,1508485 e um período orbital de 1 944,5 dias (5,33 anos).
Leopoldina tem uma velocidade orbital média de 17,05771841 km/s e uma inclinação de 17,03089º.
Este asteroide foi descoberto em 31 de Maio de 1918 por Max Wolf.